# HD 117207 b
إتش دي 117207 ب (بالإنجليزية: HD 117207 b)‏ هو كوكب خارج المجموعة الشمسية يدور على بعد 3.79 وحدة فلكية من نجمه إتش دي 117207 في دورة تكتمل كل 2597 يوم، ويعد انحراف مداره معتدلًا. أعلن عن الكوكب في يناير 2005 بواسطة جيفري مارسي في مرصد كيك. تقدر كتلة الكوكب بحوالي 1.88 كتلة مشتري.

## وصلات خارجية
- "HD 117207". Exoplanets. مؤرشف من الأصل في 2016-11-30.